# Lahaina
Lahaina är den största staden på ön Maui i Maui County i Hawaii i USA med cirka 11 704 invånare (2010). Nära staden ligger de berömda stränderna Kaanapali och Kapalua, och under turistsäsongen kan stadens befolkning stiga uppemot 40 000 invånare.[källa behövs]
Innan Hawaii blev en del av USA var Lahaina kungariket Hawaiis huvudstad. Stadens namn betyder "grym sol" på hawaiiska, och beskriver torkan som området drabbas av.[källa behövs]
På 1800-talet hade Lahaina en stor valfångstindustri.[källa behövs]
I augusti 2023 ödelades stora delar av staden av de omfattande bränder som härjade på ön Maui.